# Chikkadinni, Manvi
Chikkadinni là một làng thuộc tehsil Manvi, huyện Raichur, bang Karnataka, Ấn Độ.